# Les Bidochons
Pour la bande dessinée, voir Les Bidochon.
Les Bidochons, aussi surnommé Rolling Bidochons, est un groupe de parodistes musicaux français. Le nom est inspiré de la bande dessinée de Christian Binet, les Bidochon (la présence ou l'absence de « s » permettant de différencier les deux).

## Biographie
Les Bidochons est formé par Titi Wolf en 1988. Leur discographie se base sur des parodies de chansons préexistantes, dont celles des Beatles, des Rolling Stones, de Téléphone, des Sex Pistols... On peut notamment citer les titres Pas d'papier water (basée sur Paperback Writer), Les P'tites Bites (Let It Be), Roger (Angie), Crêperie (Rape Me de Nirvana), etc.
Leur single Sauvez les carottes râpées, issu de l'album Disco Bidochons atteint la 3e place des charts français en mars 2020.

## Discographie (non exhaustive)
- 1989 : On s'en bat les couilles par les Sex Bidochons, parodie des Sex Pistols, avec une pochette parodiant celle de l'album Never Mind the Bollocks.
- 1990 : Sales gueules par les Rolling Bidochons, parodie des Rolling Stones, avec une pochette parodiant celle de l'album Some Girls.
- 1993 : 4 Beadochons dans le vent par les Beadochons, parodie des Beatles, avec une pochette parodiant celle de l'album Sgt. Pepper's Lonely Hearts Club Band.

Cet album leur a valu un procès de Yoko Ono qui n'avait pas apprécié la parodie de Hey Jude (Hey Jules). Ils durent modifier le morceau[réf. souhaitée].
- 1996 : Le très meilleur des Bidochons, compilation des trois premiers avec quelques morceaux inédits et la version « censurée » de Hey Jules. Le CD était vendu emballé dans une boîte de camembert.
- 1997 : Cache ton machin par les Bidophones, parodie de Téléphone.
- 1998 : The Rolling Bidochons The Singles Collection, regroupe principalement des parodies des Beatles et des Rolling Stones (dont Roger, parodie de Angie).
- 2004 : Disco Bidochons, parodies de Boney M, Village People, Axel Bauer, etc.  La pochette a été créée par Binet.
- 2006 : Made In Japan.
- 2008 : Saturday Night Bidochons.
- 2012 : Radio Bidochons, compilation avec quelques inédits. Pochette d'album créée par Binet.
- 2016 : Zero, Intégral.

## Membres
De 1989 à 1990, les Rolling Bidochons (Sex Bidochons)
- Johnny Ripoux (Titi Wolf) :  Voix
- Steve Jaune (Nanard Cade) : Ukulélé électrique
- Paul Cuistot (Karim Benzerzour) : Instruments à peaux
- Sid Vicelard (Denis Ferre) : Basses

De 1991 à 1993, les Rolling Bidochons
- Johnny Ripoux (Titi Wolf) :  Voix
- Steve Jaune (Nanard Cade) : Ukulélé électrique
- Bill Pourquoimec (Arno C.) : Basses
- Charlot Kilowatt I (Mike Wanker) : Instruments à peaux
- Ron Boude (Laurent Montagne) : Ukulélé électrique

De 1993 à 1997, les Rolling Bidochons (4 Beadochons dans le vent)
- John Lenine (Titi Wolf) :  Voix
- Kikif Ricard (Nanard Cade) :  Ukulélé électrique
- Bill Pourquoimec (Arno C.) : Basses
- Charlot Kilowatt I (Mike Wanker) : Instruments à peaux
- Yoko Kono (Walter Sifiligoi) : Ukulélé électrique

2001, Rolling Bidochons
- John Lenine (Titi Wolf) :  Voix
- Kikif Ricard (Nanard Cade) :  Ukulélé électrique
- Bill Pourquoimec (Arno C.) : Basses
- Yoko Kono (Walter Sifiligoi) : Ukulélé électrique
- Charlot Kilowatt II (Christrophe Dubois) : Instruments à peaux

2008, Rolling Bidochons (Saturday Night Bidochons)
- John Lenine (Titi Wolf) :  Voix
- Kikif Ricard (Nanard Cade) :  Ukulélé électrique
- Bill Pourquoimec (Arno C.) : Basses
- Charlot Kilowatt II (Christrophe Dubois) : Instruments à peaux

2008, Rolling Bidochons (Bidochons Made in Japan)
- John Lenine (Titi Wolf) :  Voix
- Kikif Ricard (Nanard Cade) :  Ukulélé électrique
- Bill Pourquoimec (Arno C.) : Basses
- Charlot Kilowatt II (David B.) : Instruments à peaux
- Peter From'thob (Peter C.) : Ukulélé électrique